# Ilbesheim
Ilbesheim là một đô thị thuộc huyện Donnersberg, trong bang Rheinland-Pfalz, phía tây nước Đức. Đô thị Ilbesheim có diện tích 6,13 km², dân số thời điểm ngày 31 tháng 12 năm 2006 là 506 người.